# Йоаким Струмбис
Йоаким (на гръцки: Ιωακείμ) е гръцки духовник, митрополит на Вселенската патриаршия.

## Биография
Роден е като Христофорос Струмбис (Χριστόφορος Στρουμπής) в 1880 година в Тимяна на Хиос, където завършва гимназия. Ръкоположен е за дякон в църквата „Свети Йоан Хиоски“ в цариградския квартал Галата и приема монашеското име Йоаким. Една година по-късно през 1904 г. завършва Халкинската семинария. Служи като архидякон в Лемноска епархия, а след това е протосингел на Родос. През 1911 г. е избран за ардамерски епископ на Халкидики. Последовател и приятел на Елевтериос Венизелос, активно подкрепя солунското движение в 1916 г. В 1919 година е избран за корчански митрополит, но, поради сложната политическа обстановка в Албания, така и не отива в Корча, за да поеме епархията и остава в Цариград. В 1919 - 1922 година е наместник на Еласонската епархия.
На 7 октомври 1924 г. е избран за митрополит на новата Кардамилска, Псарска и Инусеска епархия, образувана от енориите в централен и северен Хиос, Инусес и Псара, с център Кардамила. През 1933 г., след смъртта на митрополит Поликарп Хиоски, Кардамилската епархия отново се слива с Хиоската и Йоаким става неин митрополит. По време на окупацията развива широка социална дейност. Присъединява се към НОФ и сътрудничи на съпротивата. По време на Гражданската война обаче е подложен на гонение от крайните националисти като комунист. В показен процес през 1946 г. е детрониран. Умира в родното си село на 28 март 1950 г. и е погребан в двора на църквата.